# Barbara Delsol
Pour les articles homonymes, voir Delsol.
Barbara Delsol, née le 17 octobre 1970 dans le 16e arrondissement de Paris, est une actrice et directrice artistique française.
Très active dans le doublage, elle est notamment la voix française régulière de Jessica Alba, Keri Russell, Jodi Lyn O'Keefe, Maya Rudolph, Eliza Dushku et Denise Richards ainsi qu'une voix récurrente de Penélope Cruz, Elizabeth Reaser, Sarah Shahi, Meredith Monroe, Mía Maestro, Kate Hudson et Sophia Bush.

## Biographie

### Jeunesse et débuts
Barbara Raymonde Delsol naît le 17 octobre 1970 à Paris 16e.

## Doublage
Sources : RS Doublage, Doublage Séries Database, Planète Jeunesse
Note : Les dates indiquées en italique correspondent aux sorties initiales des films auxquels Barbara Delsol a participé aux doublages tardifs et aux redoublages.

### Cinéma

#### Films
- Jessica Alba dans (21 films) :
  - Amour interdit (2003) : Selima
  - Les Quatre Fantastiques (2005) : Susan Storm
  - Sin City (2005) : Nancy Callahan
  - Bleu d'enfer (2005) : Sam
  - Les Quatre Fantastiques et le Surfer d'Argent (2007) : Susan Storm
  - Charlie, les filles lui disent merci (2007) : Cam Wheeler
  - Awake (2007) : Sam Lockwood
  - Valentine's Day (2010) : Morley Clarkson
  - Machete (2010) : Sartana Rivera
  - Spy Kids 4 : Tout le temps du monde (2011) : Marissa Cortez Wilson
  - A.C.O.D. (2013) : Michelle
  - Machete Kills (2013) : Sartana Rivera
  - Sin City : J'ai tué pour elle (2014) : Nancy Callahan
  - Stretch (2014) : Charlie
  - Teach Me Love (2014) : Kate
  - Entourage (2015) : elle-même
  - Secret Agency (2015) : Victoria Knox
  - The Veil (2016) : Maggie Price
  - Mechanic: Resurrection (2016) : Gina Thornton
  - Un Noël à El Camino (en) (2017) : Beth Flowers
  - Killers Anonymous (2019) : Jade
  - Riposte (2024) : Parker
- Penélope Cruz dans (7 films) :
  - Belle Époque (1992) : Luz
  - Ouvre les yeux (1997) : Sofía
  - Volavérunt (1999) : Pepita Tudó
  - Tout sur ma mère (1999) : Sœur Maria Rosa Sanz
  - De si jolis chevaux (2000) : Alejandra de la Rocha
  - Sahara (2005) : Eva Rojas
  - Lovers (2008) : Consuela Castillo
- Kate Hudson dans (7 films) :
  - Presque célèbre (2000) : Penny Lane
  - Frères du désert (2002) : Ethne Eustace
  - Fashion Maman (2004) : Helen Harris
  - Nine (2009) : Stephanie
  - Meilleures Ennemies (2009) : Liv Lerner
  - Rock the Kasbah (2015) : Merci
  - Joyeuse fête des mères (2016) : Jesse
- Maya Rudolph dans (6 films) :
  - Away We Go (2009) : Verona De Tessant
  - Mes meilleures amies (2011) : Lillian Donovan
  - Cet été-là (2013) : Caitlyn
  - Inherent Vice (2014) : Petunia Leeway
  - Sisters (2015) : Brinda
  - Un week-end à Napa (2019) : Naomi
- Keri Russell (4 films) dans :
  - Waitress (2007) : Jenna
  - La Fille dans le parc (2007) : Celeste
  - Coup de foudre à Austenland (2013) : Jane Hayes
  - La Planète des singes : L'Affrontement (2014) : Ellie
- Elizabeth Reaser dans (4 films) :
  - Twilight, chapitre I : Fascination (2008) : Esmée Cullen
  - Twilight, chapitre II : Tentation (2009) : Esmée Cullen
  - Twilight, chapitre III : Hésitation (2010) : Esmée Cullen
  - Twilight, chapitre IV : Révélation (2011) : Esmée Cullen
- Denise Richards dans (3 films) :
  - Sexcrimes (1998) : Kelly Van Ryan
  - Belles à mourir (1999) : Rebecca Leeman
  - Empire (2002) : Trish
- Katharine Isabelle dans (3 films) : 
  - Ginger Snaps : Résurrection (2004) : Ginger Fitzgerald
  - Ginger Snaps : Aux origines du mal (2004) : Ginger Fitzgerald
  - Comme Cendrillon 2 (2008) : Bree Blatt
- Mena Suvari dans 
  - American Pie (1999) : Heather
  - American Pie 4 (2012) : Heather
- Clea DuVall dans :
  - Identity (2003) : Ginny
  - The Grudge (2004) : Jennifer Williams
- Lisa Kudrow dans :
  - P.S. I Love You (2007) : Denise Hennessey
  - College Rock Stars (2009) : Karen Burton
- Sophia Bush dans :
  - Hitcher (2007) : Grace Andrews
  - False Positive (2021) : Corgan
- 1995 : Assassins : Jennifer (Kelly Rowan)
- 1995 : Prête à tout : Lydia Mertz (Alison Folland)
- 1995 : Babe, le cochon devenu berger : Babe (Christine Cavanaugh)
- 1995 : Le Patchwork de la vie : Finn (Winona Ryder)
- 1996 : The Birdcage : Barbara Keeley (Calista Flockhart)
- 1996 : En route pour l'école : Kayla (Rachael Leigh Cook)
- 1997 : Sœurs de cœur : Georgia Virginia Lawshe Woods (Angelina Jolie)
- 1998 : Cours, Lola, cours ! : Lola (Franka Potente)
- 1998 : La Fiancée de Chucky : Jade (Katherine Heigl)
- 1998 : Trois Anglaises en campagne : Prudence, dite Prue (Anna Friel)
- 1998 : Halloween, 20 ans après : Molly Cartwell (Michelle Williams)
- 1999 : Mrs. Tingle : Jo Lynn Jordan (Marisa Coughlan)
- 2000 : Scream 3 : Sarah Darling (Jenny McCarthy)
- 2000 : Scary Movie : Drew Decker (Carmen Electra)
- 2001 : The Anniversary Party : Judy Adams (Parker Posey)
- 2003 : Détour mortel : Jessie Burlingame (Eliza Dushku)
- 2004 : Blade: Trinity : Sommerfield (Natasha Lyonne)
- 2004 : Mar adentro : Rosa (Lola Dueñas)
- 2005 : Le Monde de Narnia : Le Lion, la Sorcière blanche et l'Armoire magique : Susan Pevensie (adulte) (Sophie Winkleman)
- 2006 : La colline a des yeux : Lynne Bukowski (Vinessa Shaw)
- 2006 : In the Name of the King: A Dungeon Siege Tale : Solana (Claire Forlani)
- 2007 : D-War : Sarah Daniels (Amanda Brooks)
- 2009 : Veronika décide de mourir : Dr Thompson (Florencia Lozano)
- 2010 : Habitación en Roma : Alba (Elena Anaya)
- 2013 : Les Stagiaires : Megan (Joanna García)
- 2022 : She Said : l'ex-assistante du Queens (Roxanna Hope Radja)
- 2022 : Doula (en) : Gracie (Amanda Walsh)
- 2023 : Renfield : Caitlyn (Bess Rous (en))

#### Films d'animation
- 2002 : Peter Pan 2 : Retour au Pays imaginaire : Wendy adulte
- 2004 : Shrek 2 : une paysanne
- 2007 : Shrek le troisième : Raiponce[5]
- 2016 : Gris, le (pas si) grand méchant loup : Lyra
- 2019 : La Grande Aventure Lego 2 : la mère de Finn[5]
- 2023 : Mars Express : Mme Viger, la 3e experte et la 4e présentatrice (création de voix)
- 2023 : L'Imaginaire : Lizzie Shuffleup

### Télévision

#### Téléfilms
- Denise Richards dans :
  - Marions-les ! (2004) : Lauren Crandell
  - Les Naufragés du lagon bleu (2012) : Barbara Robinson
  - Un duo d'enfer pour Noël (2015) : Amy Stone
  - Une étudiante sous emprise (2019) : Candice Scott
- Lisa Brenner dans :
  - Les Aventures de Flynn Carson : Le Mystère de la lance sacrée (2004) : Debra
  - Les Aventures de Flynn Carson : Le Trésor du roi Salomon (2006) : Debra
- Jodi Lyn O'Keefe dans :
  - Surexposée (2011) : Emily Bennett
  - La Vengeance de Gina (2012) : Gina Jensen
- 2009 : Virtuality : Le Voyage du Phaeton : Sue Parsons (Clea DuVall)
- 2015 : Un merveilleux cadeau pour Noël : Megan Philipps (Michelle Trachtenberg)
- 2017 : Une mère manipulatrice : Jeanette Grayson (Christina Cox)
- 2020 : Trouver l'amour à Rome : ? (?)
- 2021 : Ensemble à tout prix : Emilia Ramírez Stone (Mía Maestro)
- 2021 : Noël à la ferme : Clementine (Lynn Gilmartin (en))
- 2024 : Nugget Is Dead? A Christmas Story : la tante Ros (Mandy McElhinney (en))

#### Séries télévisées
- Meredith Monroe dans (13 séries) :
  - Dawson (1998-2001) : Andrea « Andie » McPhee
  - Les Experts : Miami (2004) : Claudia Sanders (saison 3, épisode 3)
  - Esprits criminels (2005-2013) : Haley Hotchner (16 épisodes)
  - Preuve à l'appui (2007) : Rebecca (saison 6, épisode 10)
  - Bones (2007) : Clarissa Bancroft (saison 2, épisode 14)
  - Moonlight (2008) : Cynthia (épisode 12)
  - Californication (2008) : Chloe Metz (saison 2, épisode 5)
  - Private Practice (2008) : Leah Hudley (saison 2, épisode 9)
  - Psych : Enquêteur malgré lui (2010) : Catherine Bicks (saison 5, épisode 8)
  - NCIS : Enquêtes spéciales (2010) : April Ferris (saison 8, épisode 6)
  - Hawaaii 5-0 (2011) : Trisha Joyner (saison 2, épisode 5)
  - Castle (2015) : Elise Resner (saison 7, épisode 19)
  - S.W.A.T. (2019) : Ainsley Mogavero (saison 2, épisode 11)
- Sophia Bush dans (11 séries) :
  - Les Frères Scott (2003-2012) : Brooke Davis (187 épisodes)
  - Nip/Tuck (2003) : Riley (saison 1)
  - Chicago Fire (2013-2017) : l'inspecteur Erin Lindsay (11 épisodes)
  - New York, unité spéciale (2014-2016) : l’inspecteur Erin Lindsay (4 épisodes)
  - Chicago Police Department (2014-2017) : l'inspecteur Erin Lindsay (84 épisodes)
  - Chicago Med (2015-2017) : l’inspecteur Erin Lindsay (6 épisodes)
  - Chicago Justice (2017) : l'inspecteur Erin Lindsay (épisode 3)
  - Easy (2019) : Alexandria (saison 3, épisode 3)
  - Jane the Virgin (2019) : Julie (saison 5, épisode 12)
  - Love, Victor (2020-2022) : Veronica (9 épisodes)
  - Grey's Anatomy (2024-2025) : Dr Cass Beckman (saison 21)
- Eliza Dushku dans (8 séries) :
  - Tru Calling : Compte à rebours (2003-2005) : Tru Davies (27 épisodes)
  - That '70s Show (2005) : Sarah (saison 7, épisode 15)
  - Ugly Betty (2007) : Cameron Ashlock (saison 2, épisode 9)
  - Dollhouse (2009-2010) : Caroline Farrell/Echo (27 épisodes)
  - The Big Bang Theory (2010) : l'agent spécial du FBI Angela Page (saison 4, épisode 7)
  - FBI : Duo très spécial (2011) : Raquel Larroque (saison 3, épisode 9)
  - Banshee (2016) : l'agent Veronica Dawson (saison 4)
  - Bull (2017) : J. P. Nunnelly (saison 1, épisodes 21 à 23)
- Jodi Lyn O'Keefe dans (7 séries) :
  - Nash Bridges (1996-2001) : Cassidy Bridges (122 épisodes)
  - Charmed (2004) : le démon araignée (saison 6, épisode 18)
  - Prison Break (2007-2009) : Susan B. Anthony / Gretchen Morgan (34 épisodes)
  - The Evidence : Les Preuves du crime (2006) : l'officier Jackie Kazaris (5 épisodes)
  - The Finder (2012) : Lisa (épisode 3)
  - Castle (2012) : Kristina Cottera (saison 1, épisode 12)
  - Lucifer (2016) : Ronnie Hillman (saison 1, épisode 3)
- Kate Levering dans (7 séries) :
  - Kevin Hill (2004-2005) : Veronica Carter (22 épisodes)
  - Cold Case : Affaires classées (2006) : Darla Dunaway (saison 3, épisode 14)
  - Médium (2007) : Dr Elizabeth Randall (saison 3, épisode 16)
  - K-Ville (2007) : Christina Dubois (épisode 1)
  - Ghost Whisperer (2007) : Gina Prince (saison 3, épisode 3)
  - Drop Dead Diva (2009-2014) : Kim Kaswell (78 épisodes)
  - NCIS : Los Angeles (2010) : Jillian Leigh (saison 2, épisode 7)
- Denise Richards dans (6 séries) :
  - Spin City (2001) : Jennifer Duncan (saison 6)
  - Mon oncle Charlie (2003-2011) : Lisa (3 épisodes)
  - 30 Rock (2012) : elle-même (saison 6, épisodes 2 et 3)
  - 90210 Beverly Hills : Nouvelle Génération (2012) : Gwen Thompson (saison 5, épisode 8)
  - Anger Management (2013-2014) : Lori (saison 1, épisodes 5 et 11)
  - Beverly Hills : BH90210 (2019) : elle-même (épisode 3)
- Maya Rudolph dans (5 séries) :
  - Angie Tribeca (2016) : Jackie Wilder (saison 2, épisode 6)
  - Brooklyn Nine-Nine (2016) : le marshal Karen Haas (saison 4, épisodes 1 et 2)
  - Forever (2018) : June (8 épisodes)
  - The Good Place (2018-2020) : la juge Jen (12 épisodes)
  - Loot (depuis 2022) : Molly Novak
- Jessica Alba dans (5 séries) :
  - Dark Angel (2000-2002) : Max Guevara/X5-452 (42 épisodes)
  - Rock Me Baby (en) (2003) : elle-même (épisode 9)
  - Entourage (2004) : elle-même (saison 1, épisode 2)
  - The Spoils of Babylon (2014) : Dixie Mellonworth (mini-série)
  - Too Much (2025) : elle-même (épisode 1)
- Keri Russell dans (4 séries) :
  - Felicity (1998-2002) : Felicity Porter (84 épisodes)
  - Into the West (2005) : Naomi Wheeler (mini-série)
  - Scrubs (2007) : Melody O'Harra (saison 6, épisodes 18 et 19)
  - The Americans (2013-2018) : Elizabeth Jennings (en) (75 épisodes)
- Sarah Shahi dans (4 séries) :
  - Alias (2001-2002) : Jenny (saison 1)
  - Pitch (2016) : Natalie Luongo (épisodes 8 et 9)
  - The Rookie : Le Flic de Los Angeles (2019) : Jessica Russo (7 épisodes)
  - Dolly Parton's Heartstrings (2019) : Lucy Jane (épisode 3)
- Elizabeth Reaser dans (4 séries) :
  - Grey's Anatomy (2007-2008) : Jane Doe / Ava / Rebecca Pope (2e voix - saison 4)
  - The Good Wife (2010-2012) : Tammy Linnata (7 épisodes)
  - Bonnie and Clyde: Dead and Alive (2013) : P. J. Lane (mini-série)
  - The Handmaid's Tale : La Servante écarlate (2019) : Olivia Winslow (saison 3)
- Georgina Reilly dans (4 séries) :
  - Les Enquêtes de Murdoch (2012-2021) : Dr Emily Grace (67 épisodes)
  - The Baker and the Beauty (en) (2020) : Piper (7 épisodes)
  - Les Experts : Vegas (2021) : Laura Kennerly (saison 1, épisode 5)
  - Code Quantum (depuis 2022) : Janis Calavicci
- Nicole Sullivan dans (4 séries) :
  - Leverage (2009) : Heather Moscone (saison 1, épisode 7)
  - Cougar Town (2012-2013) : Lynn Mettler (7 épisodes)
  - Devious Maids (2014) : Molly (saison 2, épisode 9)
  - Grey's Anatomy (2015) : JJ (saison 11, épisodes 22 et 23)
- Brigid Brannagh dans :
  - Demain à la une (2000) : Rose / Lily Archer (saison 4, épisode 11)
  - Angel (2000-2001) : Virginia Bryce (saison 2)
  - Les Experts (2001) : Tammy Felton (saison 1, épisode 17 et saison 2, épisode 9)
- Lourdes Benedicto dans :
  - 24 Heures chrono (2003) : Carrie Turner (saison 2)
  - The Nine : 52 heures en enfer (2006-2007) : Eva Rios (13 épisodes)
  - Cashmere Mafia (2008) : Alicia Lawson (6 épisodes)
- Mía Maestro dans : 
  - Alias (2004-2006) : Nadia Santos (en) (31 épisodes)
  - Crusoe (2008-2009) : Olivia (7 épisodes)
  - The Strain (2014-2015) : Nora Martinez (26 épisodes)
- Constance Zimmer dans :
  - Dernier Recours (2006) : Brianna (13 épisodes)
  - Boston Justice (2006-2007) : Claire Simms (23 épisodes)
  - Grey's Anatomy (2013) : Dr Alana Cahill (saison 9)
- Anna Wood (en) dans :
  - Mad Men (2012) : Lakshmi Bennett (saison 5, épisode 10)
  - Double Jeu (2013) : Nicole Frishette (6 épisodes)
  - Bull (2020) : Vivian Cahill (saison 4, épisode 15)
- Bess Rouss dans :
  - Blue Bloods (2014) : Jim Gallagher (saison 4, épisode 16)
  - First Murder (2014) : Ivana West (saison 1)
  - FBI (2021) : Lydia Ryan (saison 4, épisode 2)
- Najwa Nimri dans :
  - Sur l'autel de la famille (2022-2023) : Gloria (16 épisodes)
  - Berlin (depuis 2023) : Alicia Sierra Montes
  - Respira (depuis 2024) : Patricia Segura
- Allison Joy Langer dans :
  - Angela, 15 ans (1994-1995) : Rayanne Graff (19 épisodes)
  - Eyes (2005-2007) : Meg Bardo (12 épisodes)
- Jessalyn Gilsig dans :
  - FBI : Portés disparus (2003) : Whitney Ridder (saison 2, épisode 3)
  - New York Police Blues (2004) : l'inspecteur Kelly Ronson (saison 11)
- Bree Turner dans :
  - Good Girls Don't (en) (2004) : Marjorie (8 épisodes)
  - Les Maîtres de l'horreur (2005) : Ellen (saison 1, épisode 1)
- Jemima Abey dans :
  - Et alors ? (2004) : Katie (saison 4)
  - Hex : La Malédiction (2005) : Alex (saison 2)
- Robin Weigert dans :
  - Cold Case : Affaires classées (2004-2005) : Anna Mayes (4 épisodes)
  - New York, unité spéciale (2006) : Heather Stark (saison 8, épisode 3)
- Michelle Bonnard (en) dans :
  - Cinq Jours (2007) : Tops (saison 1)
  - C.B. Strike (2018) : Hazel Furley (saison 3, épisode 2)
- Justina Machado dans :
  - Urgences (2009) : Claudia Diaz (saison 15)
  - Bones (2010) : Lupe Rojas (saison 6, épisode 2)
- Sophie Winkleman dans :
  - Mon oncle Charlie (2011-2015) : Zoey (18 épisodes)
  - Trust (2018) : Margot (6 épisodes)
- Vinessa Shaw dans :
  - Vegas (2012-2013) : Laura Savino (7 épisodes)
  - Those Who Kill (2014) : Angela Early (3 épisodes)
- Kate Hudson dans :
  - Glee (2012-2013) : Cassandra July (saison 4)
  - La Meneuse (2025) : Isla Gordon
- Leah Pipes dans :
  - Vampire Diaries (2013) : Camille « Cami » O'Connell (saison 4, épisode 20)
  - The Originals (2013-2018) : Camille « Cami » O'Connell (65 épisodes)
- Dagmara Domińczyk dans :
  - Succession (2018-2023) : Karolina Novotney (34 épisodes)
  - Prodigal Son (2020) : The Nightingale (saison 1, épisode 19)
- 1993-1994 : Sauvés par le gong : La Nouvelle Classe : Megan Jones (Bianca Lawson) (39 épisodes)
- 1994-1997 : Les Jumelles de Sweet Valley : Jessica Wakefield (Brittany Daniel) (88 épisodes)
- 1994-1997 : Hartley, cœurs à vif : Anastasia « Stassy » Sumich (Tara Jakszewicz) (26 épisodes)
- 1995-1999 : Urgences : l'infirmière Connie Oligaro (Conni Marie Brazelton (de)) (2e voix, saisons 2 à 5)
- 1997 : Ally McBeal : Jennifer Higgin (Brooke Burns) (saison 1)
- 1997-2000 : Student Bodies : Francesca « Flash » Albright (Jessica Goldapple) (65 épisodes)
- 1999-2000 : Sarah : Jocelyn « Joss » House (Gina Ravera) (19 épisodes)
- 2000-2004 : Six Sexy : Sally Harper (Kate Isitt (en)) (28 épisodes)
- 2002-2008 : The Shield : Deena (Kimberly McCullough (en)) (4 épisodes)
- 2003 : Stargate SG-1 : Evalla (Tiffany Knight) (saison 7, épisode 5)
- 2003-2005 : Gilmore Girls : Lorelai jeune (Chelsea Brummet) (saison 3, épisode 13), Janet Billings (Katie Walder (en)) (8 épisodes)
- 2004-2005 : The L Word : Carolyn Varajian (Jennifer Copping (es)) (saison 1) et Candace Jewell (Ion Overman) (5 épisodes)
- 2004-2006 : À la Maison-Blanche : Ronan (Karis Campbell) (22 épisodes)
- 2005 : Dr House : Karen Hartig (Tracy Middendorf) (saison 1, épisode 13)
- 2007 : Supernatural : Ava Wilson (Katharine Isabelle) (2 épisodes)
- 2008 : Raison et Sentiments : Miss Steele (Daisy Haggard (en)) (mini-série)
- 2009-2012 : Gossip Girl : Elle (Kate French) (3 épisodes) et Amira Abbar (Andrea Gabriel (en)) (saison 6)
- 2013 : The Walking Dead : Alisha (Juliana Harkavy) (saison 4, épisodes 7 et 8)
- 2013-2014 : Once Upon a Time in Wonderland : Amara (Zuleikha Robinson) (4 épisodes)
- 2013-2016 : Blacklist : Gina Zanetakos (Margarita Levieva) (5 épisodes)
- 2014 : Mad Men : Bonnie Whiteside (Jessy Schram) (saison 7)
- 2014-2016 : Sherlock[6] : Janine Donlevy (Yasmine Akram) (3 épisodes)
- 2016-2017 : Toi, moi et elle : Lori Matherfield (Chelah Horsdal) (15 épisodes)
- 2017 : Harry Bosch : Ramona Niese (Sarah Aldrich (en)) (saison 3)
- 2018-2019 : Good Girls : Mary Pat (Allison Tolman) (10 épisodes)
- 2018-2020 : Élite : l'inspectrice de police (Ainhoa Santamaría (es)) (24 épisodes)
- 2018-2020 : Empire : Tracy (Amanda Detmer) (14 épisodes)
- 2019 : Flash : Debbie Dibny (Amy Pietz) (saison 6, épisode 3)
- 2020 : Most Wanted Criminals : Leslie (Kerri Lynn Miller) (saison 1, épisode 14)
- 2020 : The English Game : Doris Platt (Kerrie Hayes (en)) (mini-série)
- 2020 : Les Envolées : Mariel (Darlene Rosas) (3 épisodes)
- 2021 : Souviens-toi... l'été dernier : Clara Whethers (Brooke Bloom) (8 épisodes)
- 2021 : La Templanza : Sol Montalvo (Leonor Watling) (10 épisodes)
- 2021 : The Mire (pl) : Ewa Gwitt (Zuzanna Grabowska (pl)) (saison 2)
- 2021 : The Big Leap (en) : Ally (Jackie Seiden) (4 épisodes)
- 2021 : Wakefield : Linda Crowley (Mandy McElhinney (en)) (mini-série)
- 2021 : Crime et Justice : Nairobi (en) : Tina (Patricia Kihoro (en)) (saison 1, épisode 5)
- 2023 : The Consultant : ? (?)
- 2023 : Le Griffon : Petra (Sabine Timoteo) (mini-série)
- 2023 : Everything Now : ? (?)
- 2023 : Pacto de silencio : Sofía Estrada (Litzy Balderas)
- 2025 : Government Cheese (en) : ? (?)
- 2025 : Les Dossiers oubliés : Caroline Kerr (Lily Knight (it))

#### Séries d'animation
- 1981-1982[n 1] : Sandy Jonquille : Sandy Bell Christie
- 1988-1989 : Vampire Princess Miyu : Himiko (OAV)
- 1994 : Iria - Zeiram the Animation : Iria (OAV)
- 1997-2000 : Pepper Ann : Pepper Ann Pearson
- 1999-2000 : Downtown : Jen
- 2007-2011 : SamSam : Marie-Agnès (création de voix - 1re voix, saisons 1 et 2)
- 2018 : Pilote Dragon : Hisone et Masotan : Remi Kakiyasu
- 2018-2019[n 2] : JoJo's Bizarre Adventure : Golden Wind : la mère de Bucciarati
- 2021 : To Your Eternity : la mère de March (saison 1, épisodes 2 et 5)
- 2023 : Noble New World Adventures : Sara Von Silford
- 2023 : Reborn as a Vending Machine, I Now Wander the Dungeon (en) : Mikene

### Jeux vidéo
- 2002 : James Cameron's Dark Angel : Max Guevara[7]
- 2005 : Les Quatre Fantastiques : Susan Storm / La Femme invisible[7]
- 2006 : Ankh : Thara
- 2009 : The Saboteur : voix additionnelles
- 2024 : Final Fantasy VII Rebirth : voix additionnelles

### Direction artistique

#### Films
- 1999 : Ring 2
- 2007 : Miss Campus
- 2007 : Postal
- 2008 : Beethoven : Une star est née !
- 2008 : Traque sans merci
- 2010 : No Limit
- 2014 : God's Pocket
- 2014 : Retour à Woodstock (en)
- 2014 : Space Station 76
- 2016 : Place à l'impro (en)
- 2016 : Pee-wee's Big Holiday
- 2016 : Officer Downe (en)
- 2017 : Mr. Long
- 2017 : Killing Hasselhoff
- 2017 : Les Fantômes du passé
- 2018 : Atlas (lv)
- 2018 : La Princesse de Chicago
- 2018 : Les Chroniques de Noël
- 2018 : Honey 4: Rise Up and Dance
- 2019 : Boi (en)
- 2019 : Courage et rodéo (en)
- 2019 : The Vast of Night
- 2020 : Le Diable, tout le temps
- 2020 : Le Beau Rôle
- 2020 : La Princesse de Chicago : Dans la peau d'une reine
- 2020 : Les Chroniques de Noël 2
- 2020 : Les Désaccords du cœur
- 2020 : Love Wedding Repeat
- 2020 : Société secrète de la royauté
- 2021 : La Princesse de Chicago : En quête de l'étoile
- 2021 : Skater Girl
- 2021 : Vinterviken (sv)
- 2021 : The Dig (avec Jean-Pascal Quilichini et Céline Ronté)
- 2021 : Itinéraire des petites choses
- 2021 : Le Manoir (en)
- 2022 : The Silent Twins
- 2022 : Dakota
- 2022 : L'Emprise du vice
- 2023 : Jusqu'à l'usure
- 2023 : Amour à Taipei (en)
- 2023 : Ballerina
- 2024 : A Journey (assistée de Laurence Dourlens)

#### Téléfilms
- 2002 : L'Attraction du danger
- 2005 : L'Héritage de la passion
- 2005 : Deux sœurs et un bébé
- 2005 : Un défi pour Noël
- 2007 : Her Best Move
- 2007 : Aux couleurs de l'arc-en-ciel
- 2009 : Mon voisin si secret
- 2009 : Vista Mar, hôpital militaire
- 2009 : Confiance brisée
- 2009 : La Toile du mensonge
- 2010 : Le Secret des baleines
- 2010 : La Dernière Noce
- 2013 : Une rencontre pour Noël
- 2014 : Kate et Linda
- 2014 : Cookie connection
- 2014 : L'Ange gardien de Noël
- 2015 : Un papa au garde-à-vous 3
- 2015 : La Demande en mariage
- 2015 : Un Prince pour Noël
- 2015 : Dans l'engrenage de l'amour
- 2015 : Ma belle-mère et moi
- 2016 : Le Mariage de la dernière chance
- 2016 : Désespérément romantique
- 2016 : Amour, rupture et littérature
- 2016 : Mécanique amoureuse
- 2016 : Prête à tout pour sauver mon fils
- 2017 : Ta famille m'appartient
- 2017 : Tout le monde a un secret
- 2017 : Mariage sous la neige
- 2017 : Un domaine en héritage
- 2018 : Meurtres au paradis
- 2018 : Du conte de fée au cauchemar
- 2018 : Un Noël à croquer
- 2019 : Vengeance sur le campus
- 2019 : Les Mystérieux fiancés de Noël
- 2020 : Baby-sitter en danger
- 2020 : La Reine du lycée veut ma peau
- 2021 : Une décoratrice diabolique
- 2021 : Enlevée le jour de mon mariage
- 2021 : L'Extraordinaire Noël de Zoey

#### Séries télévisées
- 1999 : Every Woman Knows a Secret (en)
- 2001-2002 : Dawson (saison 5)
- 2003-2007 : Roman noir
- 2006 : Windfall : Des dollars tombés du ciel
- 2006-2009 : The Unit : Commando d'élite
- 2006-2011 : Big Love
- 2007-2010 : La famille s'agrandit
- 2009 : La Tempête du siècle (mini-série)
- 2010-2013 : The Glades
- 2011-2019 : Suits : Avocats sur mesure
- 2015 : River
- 2016-2017 : Lady Dynamite
- 2016-2019 : Easy
- 2017-2019 : Au fil des jours
- 2017-2020 : Les Demoiselles du téléphone
- 2019 : Pearson
- 2019 : Trois Noëls (es)
- 2019 : My First First Love
- 2019-2020 : Crash Landing on You (avec Mathias Kozlowski et Sybille Tureau)
- 2020 : Unorthodox
- 2020 : Les Marque-pages
- 2020-2021 : Zoey et son incroyable playlist
- 2021 : Jiva! (en)
- 2021 : Octobre
- 2021 : Kitz
- 2021 : Le Retour des Rafter (en)
- 2021 : De l'autre côté
- 2021 : The Big Leap (en) (avec Sybille Tureau)
- 2022 : Entrevías (avec Ethel Houbiers)
- 2022 : Plan de carrière
- 2022 : Respirer (mini-série)
- 2022-2023 : The Glory (avec Sybille Tureau)
- depuis 2022 : The Responder
- depuis 2022 : L'Été où je suis devenue jolie (assisté d'Erwan Tostain)
- 2023 : Grease: Rise of the Pink Ladies
- 2023 : Lidia fait sa loi
- 2023 : La Mort à nu (en)
- 2023 : Sans laisser de traces (es)
- 2024 : Interior Chinatown (avec Sybille Tureau)
- 2025 : Adolescence (mini-série)

#### Séries d'animation
- 2016-2017 : Fruit Ninja : Frenzy Force
- 2017 : Kings of Atlantis (en)
- 2021-2022 : Fairfax (en)
- 2021-2024 : Kamp Koral : Bob la petite éponge (avec Michel Bedetti et Isabelle Bertolini)